# Francesco Zucchetti
Francesco Zucchetti (ur. 14 kwietnia 1902 w Cernusco sul Naviglio, zm. 8 lutego 1980 w Trichianie) – włoski kolarz torowy, złoty medalista olimpijski.

## Kariera
Największy sukces w karierze Francesco Zucchetti osiągnął w 1924 roku, kiedy wspólnie z Angelo De Martinim, Alfredo Dinale i Aurelio Menegazzim zdobył złoty medal w drużynowym wyścigu na dochodzenie podczas igrzysk olimpijskich w Paryżu. W wyścigu finałowym drużyna włoska pokonała zespół z Polski. Był to jedyny medal wywalczony przez Zucchettiego na międzynarodowej imprezie tej rangi. Był to również jego jedyny start olimpijski. Nigdy nie zdobył medalu na torowych mistrzostwach świata.
Jego brat Alfonso również był kolarzem.